# 束鼠屬
束鼠屬（Desmomys），哺乳綱、囓齒目、鼠科的一屬，而與束鼠屬（束鼠）同科的動物尚有長嘴鼠屬（長嘴鼠）、琉球鼠屬（琉球鼠）、西非鼠屬（西非鼠）、非洲水鼠屬（非洲水鼠）等之數種哺乳動物。

## 下属物种
本属包括以下物种：
- Desmomys harringtoni (Thomas, 1902)
- Desmomys yaldeni Lavrenchenko, 2003